# Agrișteu, Mureș
Agrișteu, mai demult Agriștin (în maghiară Egrestő, Kisegrestő, în germană Erlenwald, Erlendorf, Ajreschteln, Agreschteln) este un sat în comuna Bălăușeri din județul Mureș, Transilvania, România.
Prima dată, localitatea apare în documente sub numele de Egrustw în anul 1325, în anul 1344 apare sub numele de Egrestew, în 1407 de Egresteu, în 1587 de Egresteo, iar în 1607 sub numele de Kis Egrestő (Agrișteul Mic).

## Locuri și monumente

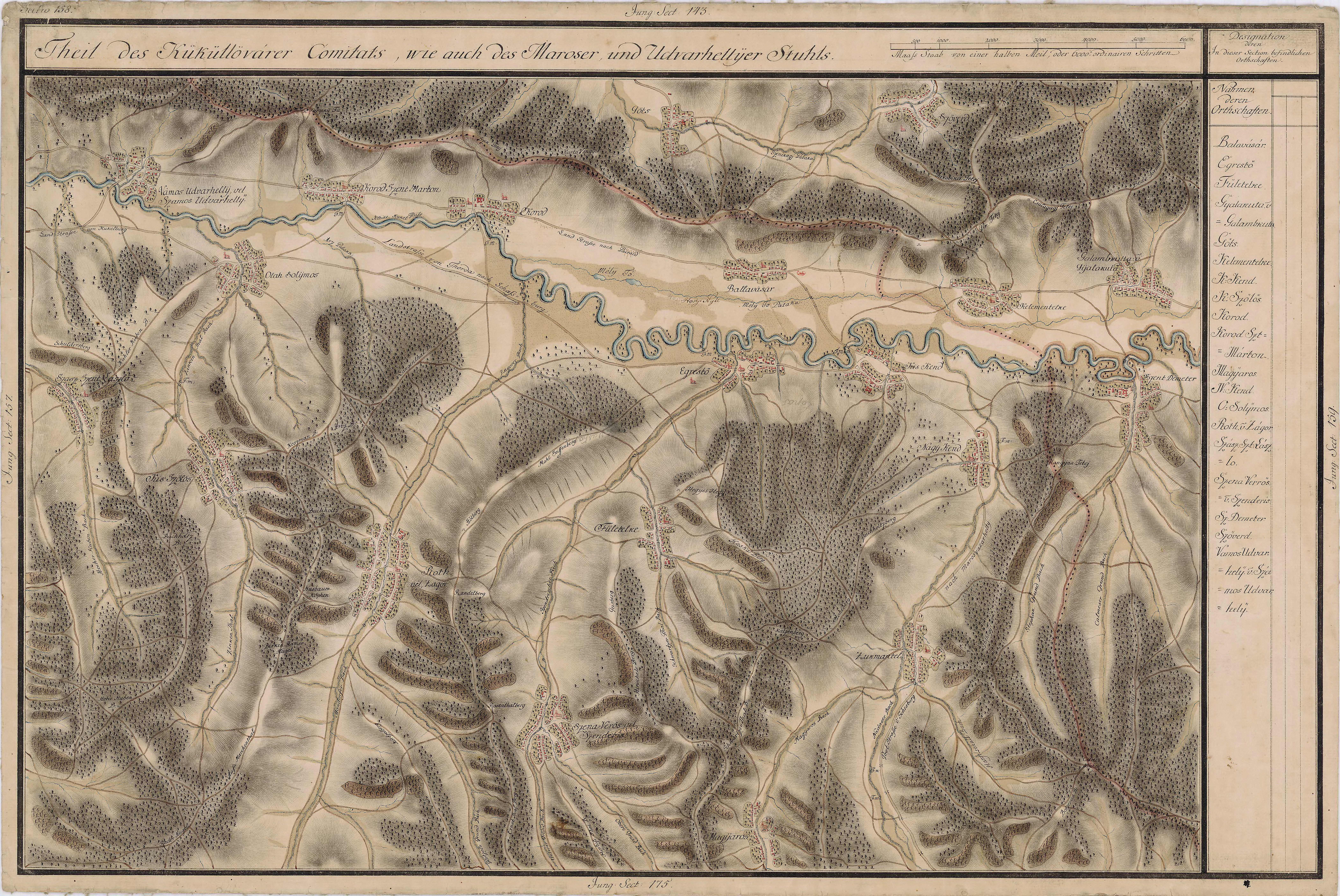
Agrișteu pe Harta Iosefină a Transilvaniei, 1769-1773

- Biserica reformată din Agrișteu

## Personalități
- Alexiu Viciu (1855-1950), preot greco-catolic, profesor de limba latină

## Galerie de imagini

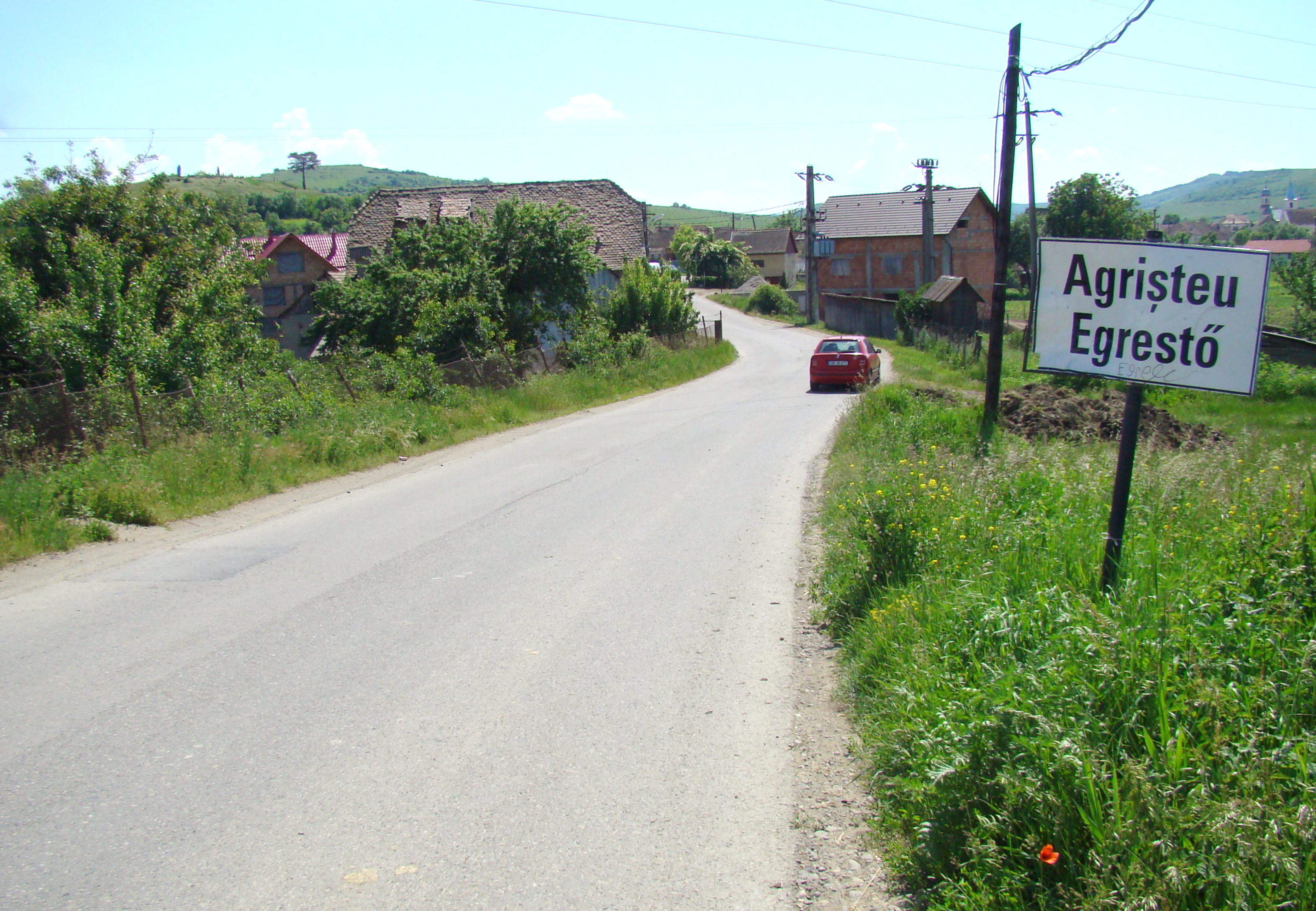
Intrarea în localitate
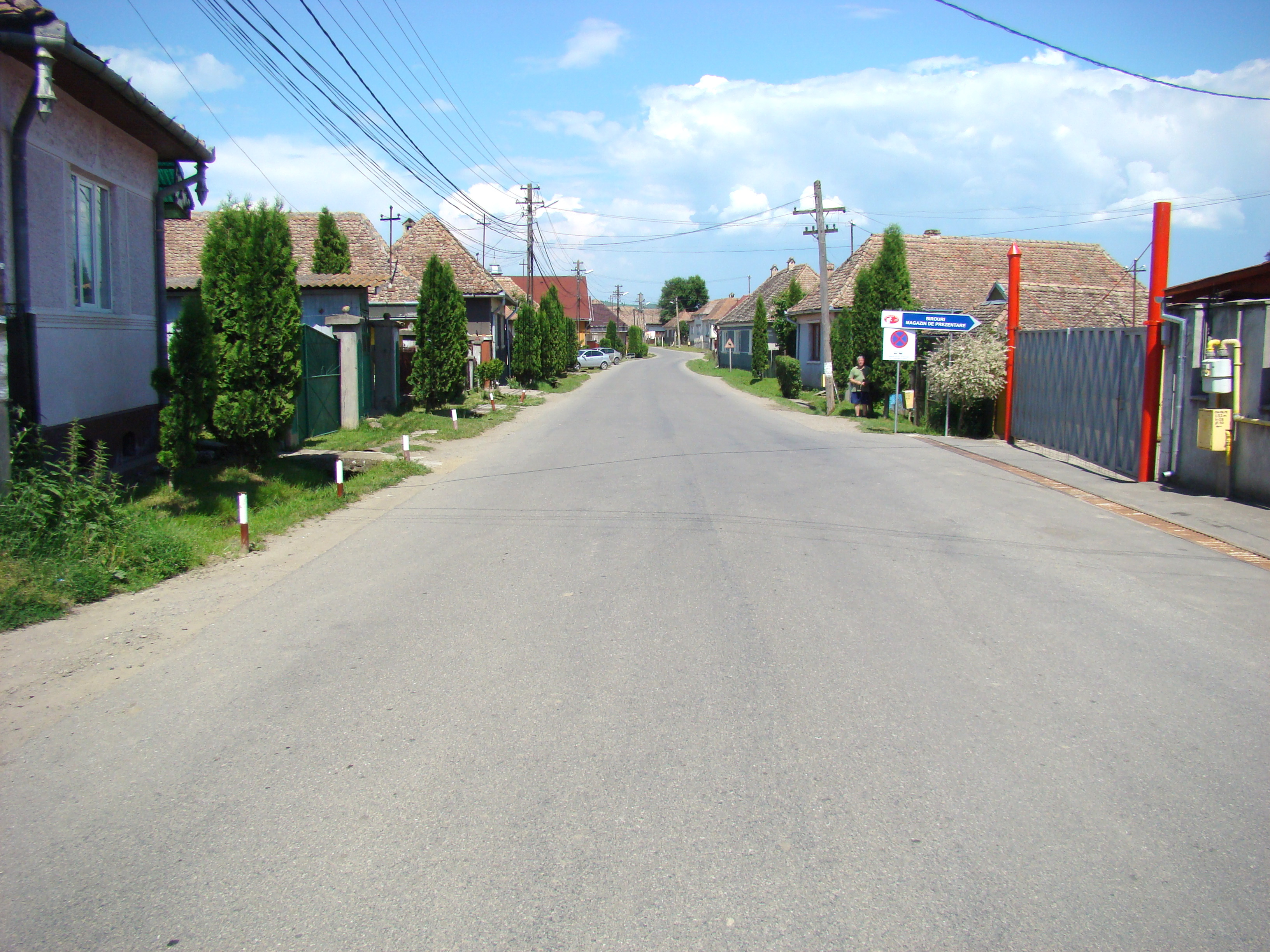
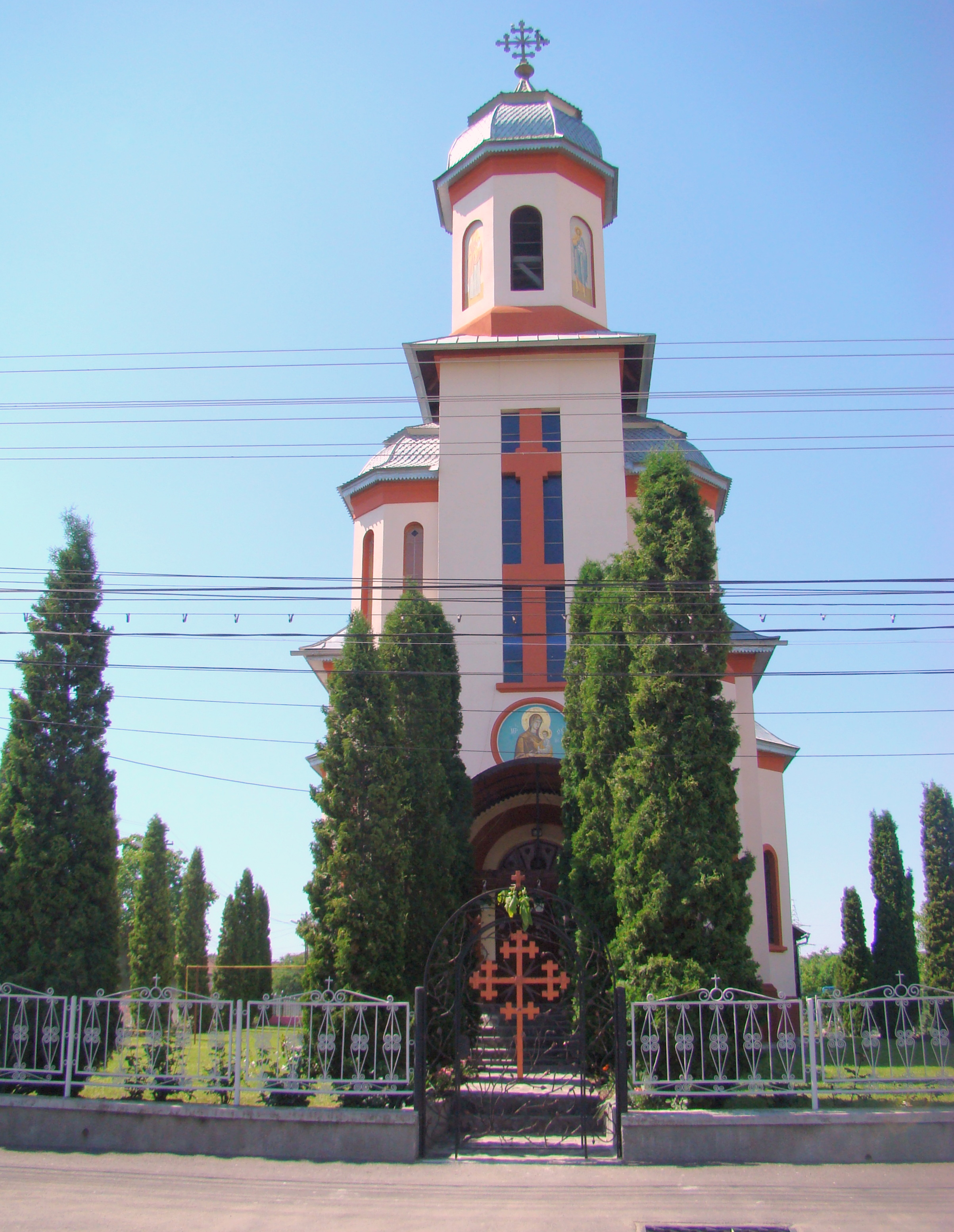
Biserica ortodoxă (construită ca biserică greco-catolică)
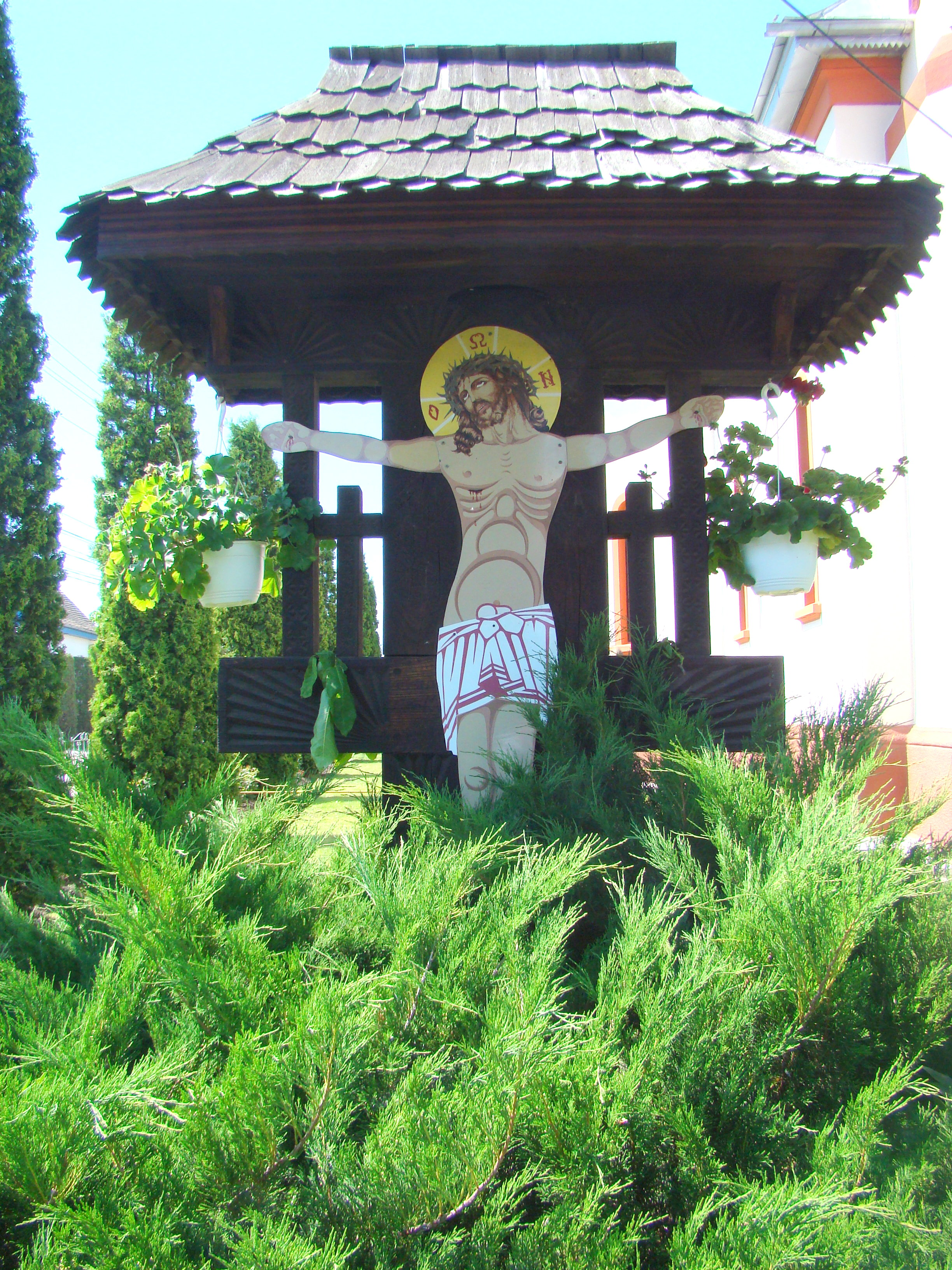
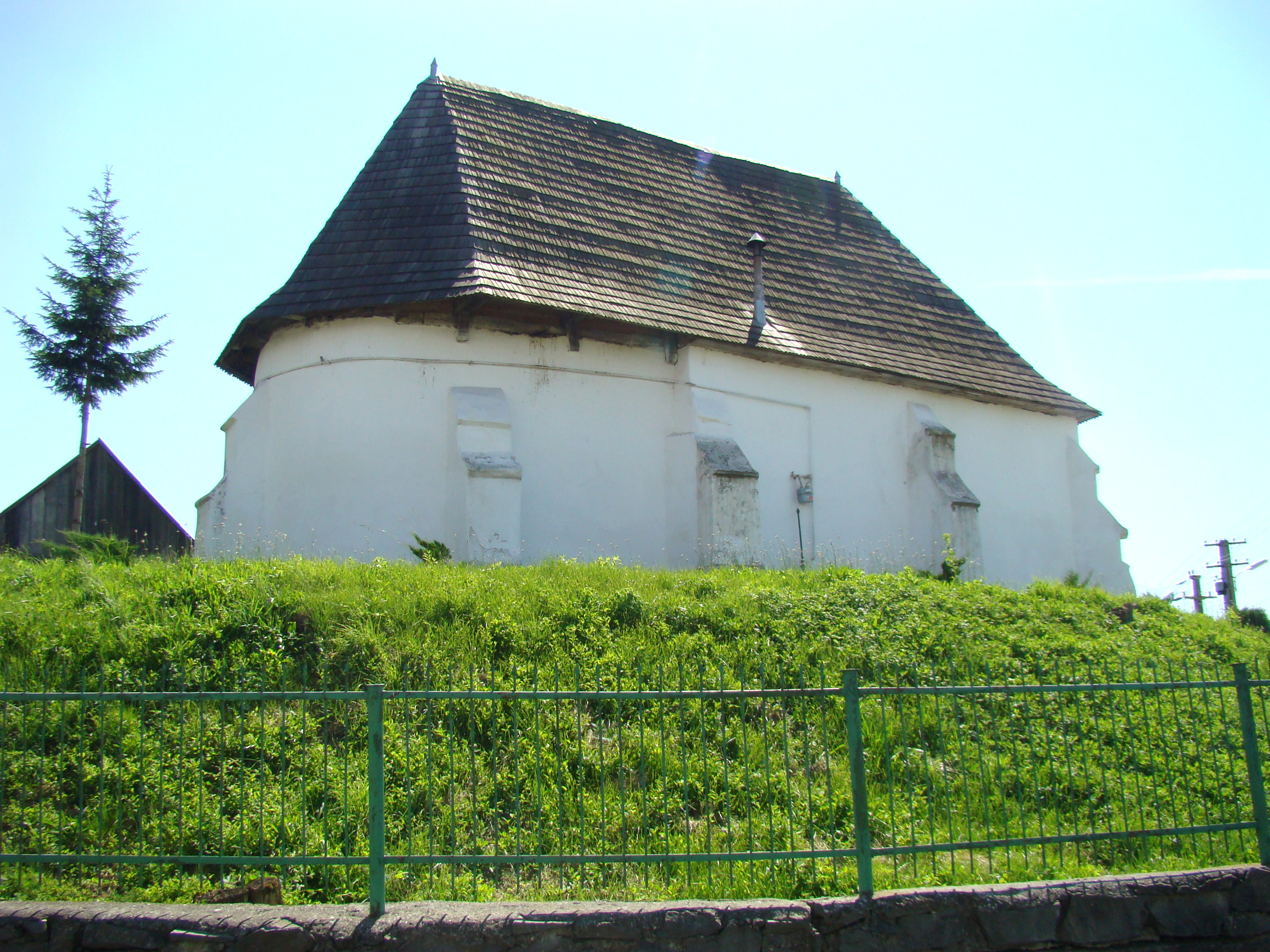
Biserica reformată (monument istoric)
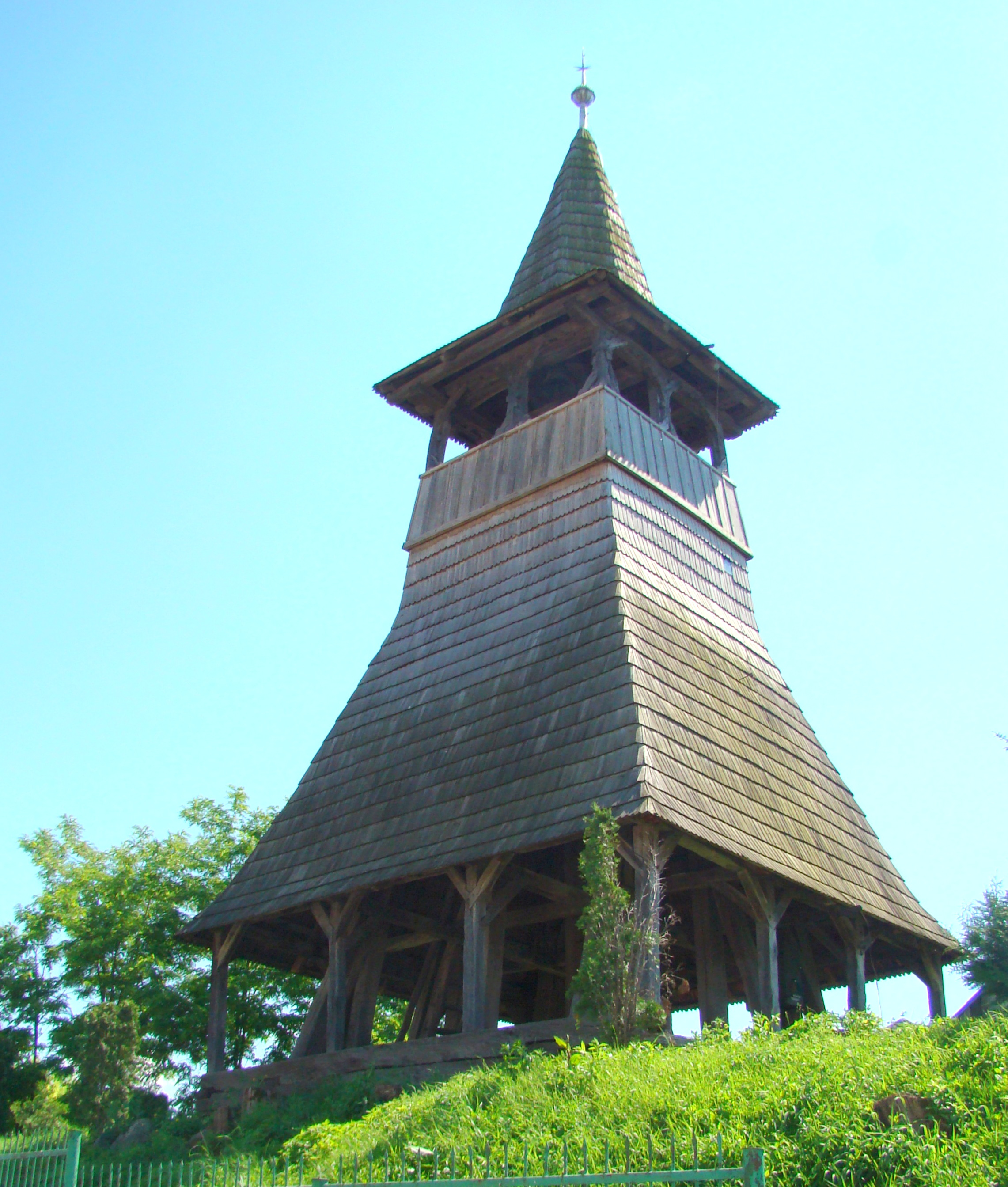
Clopotnița bisericii reformate (monument istoric)
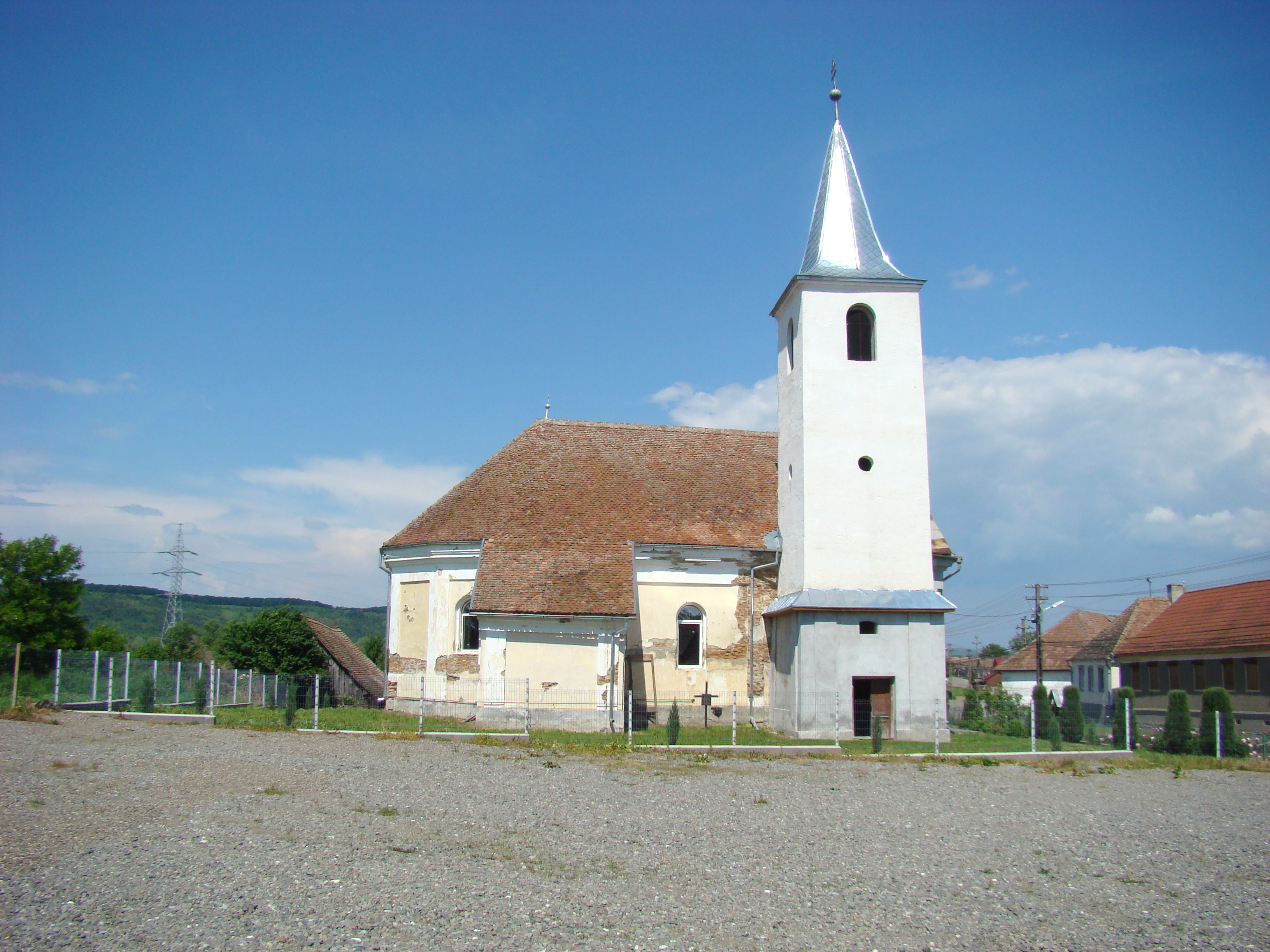
Biserica romano–catolică (1839)
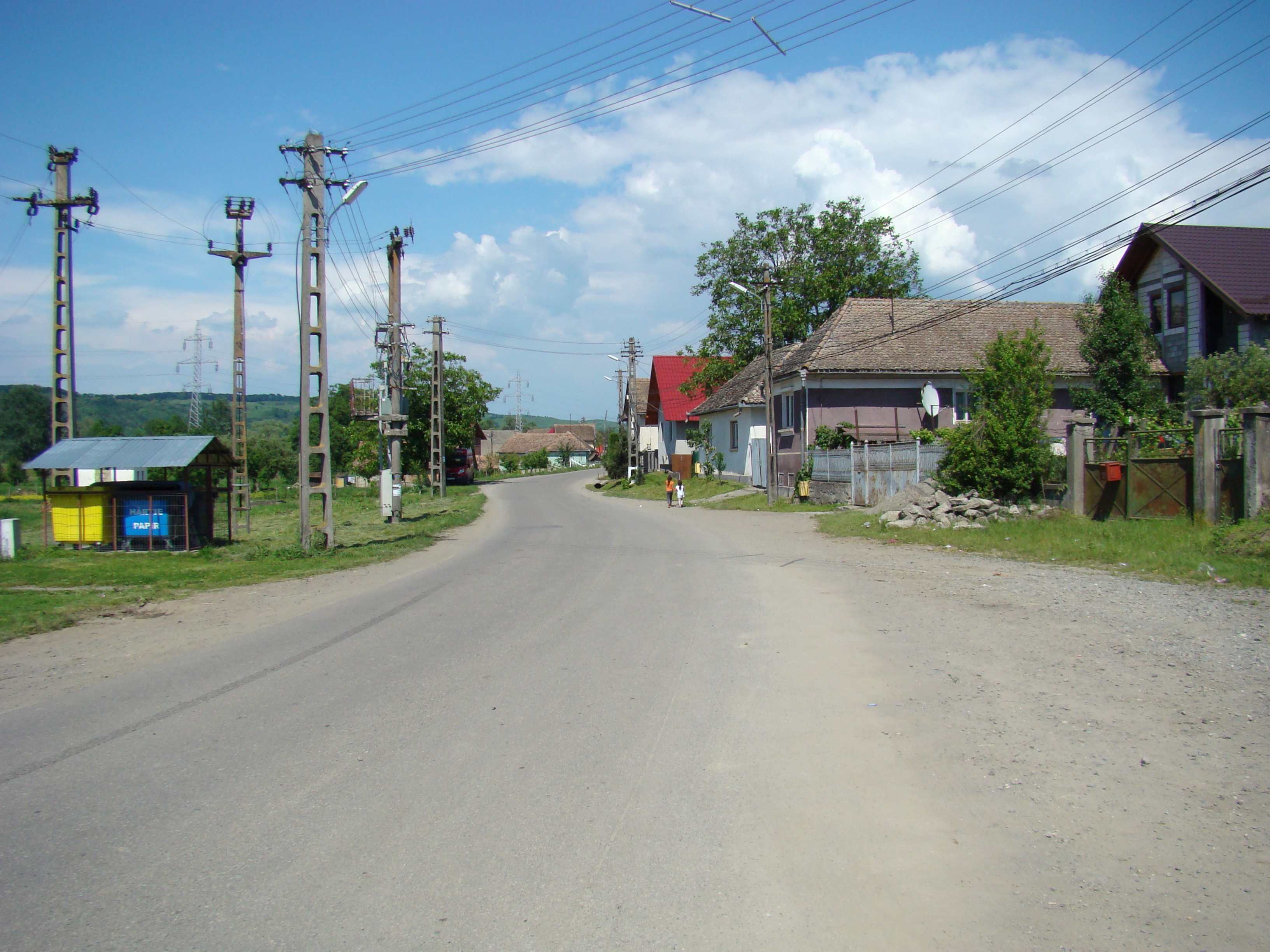
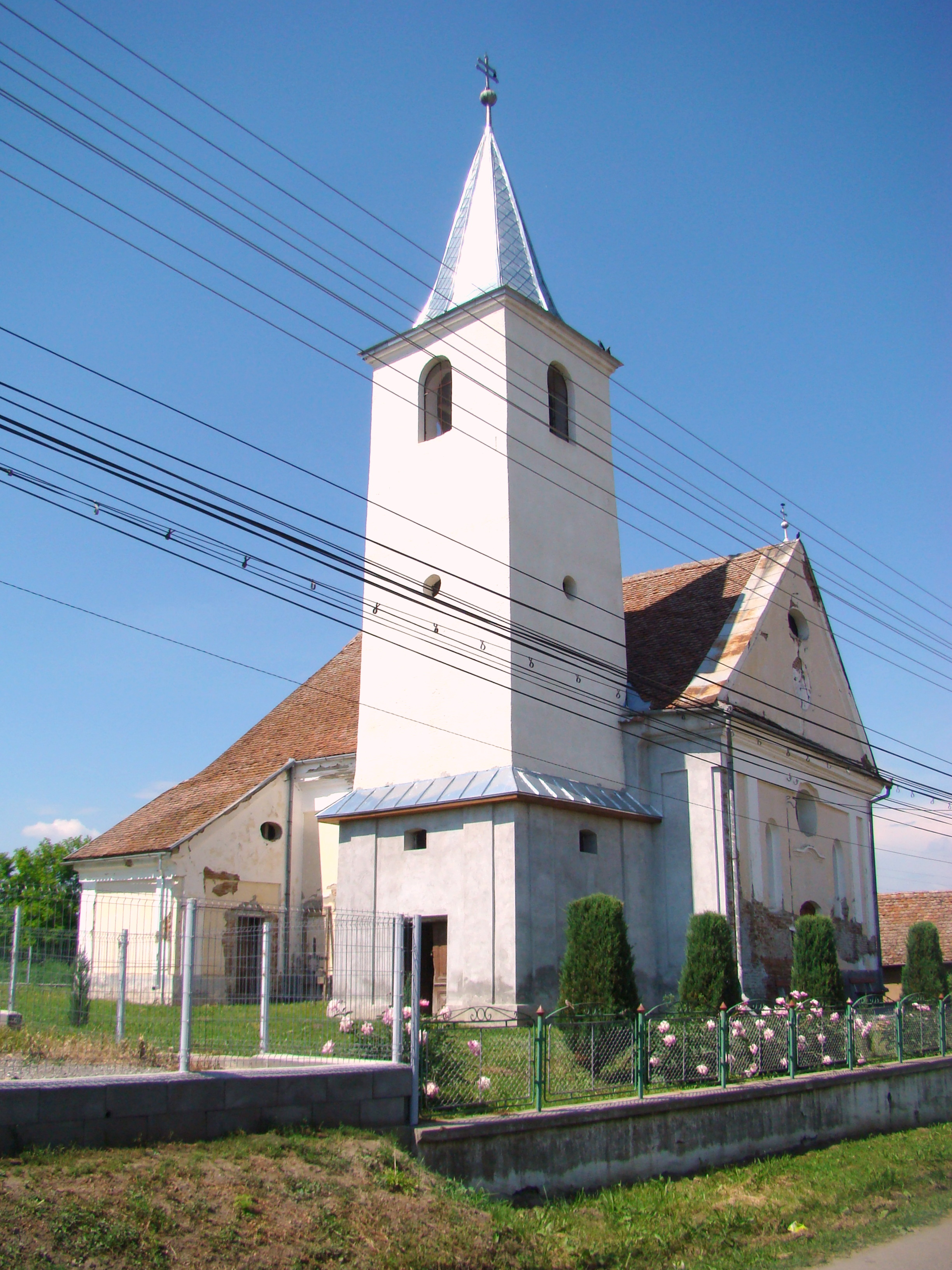
Biserica romano–catolică (1839)
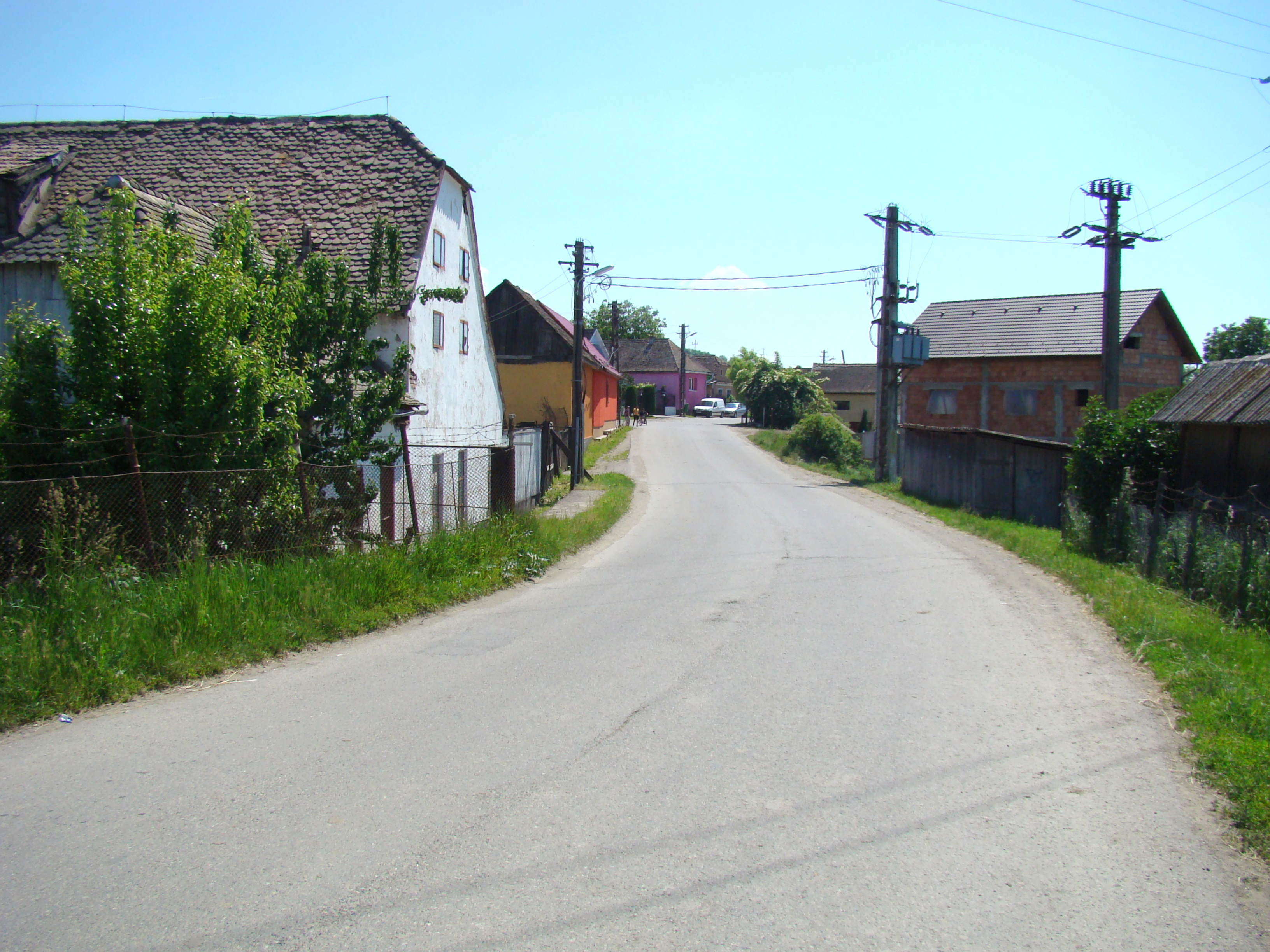
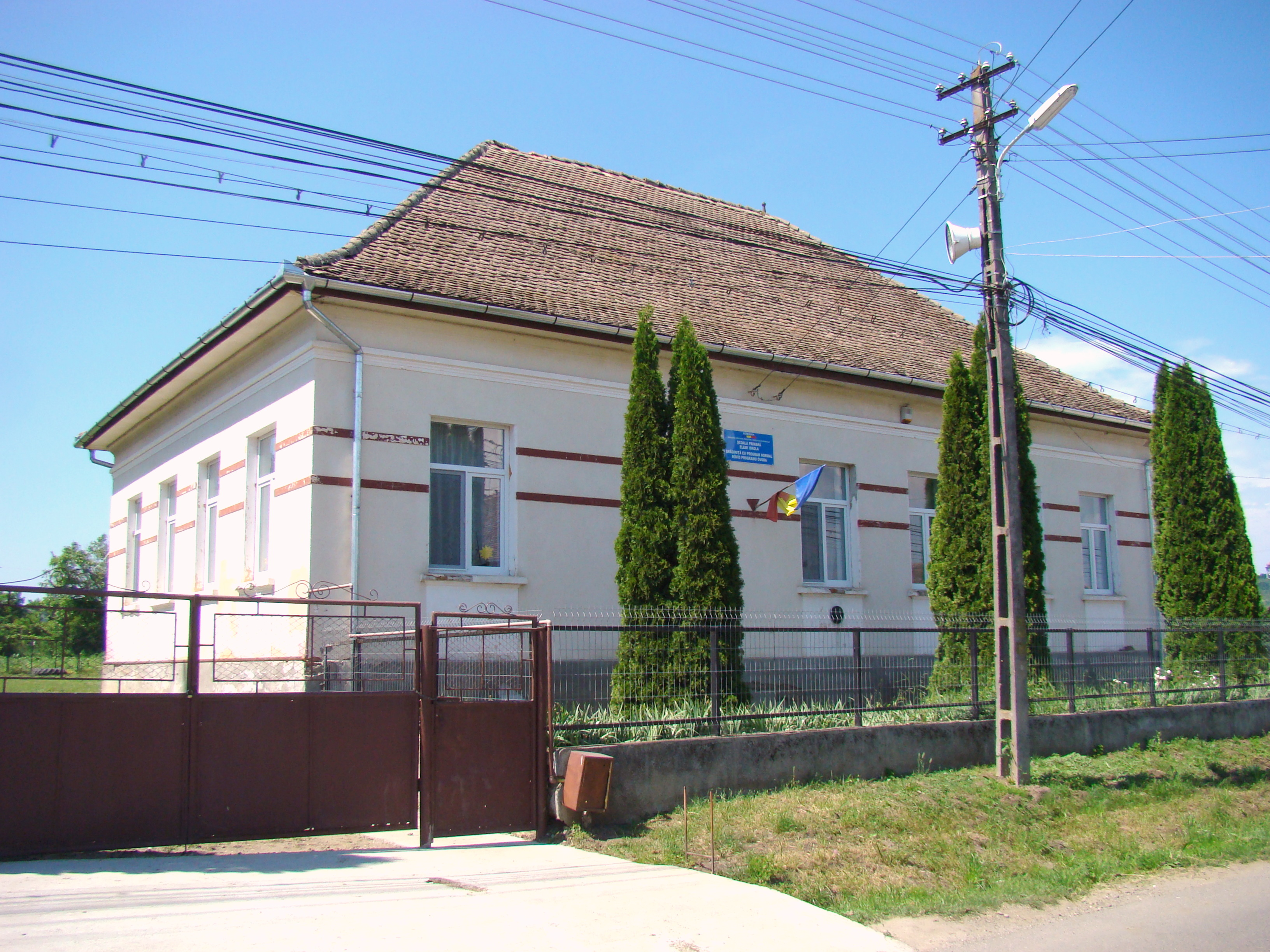
Școala primară
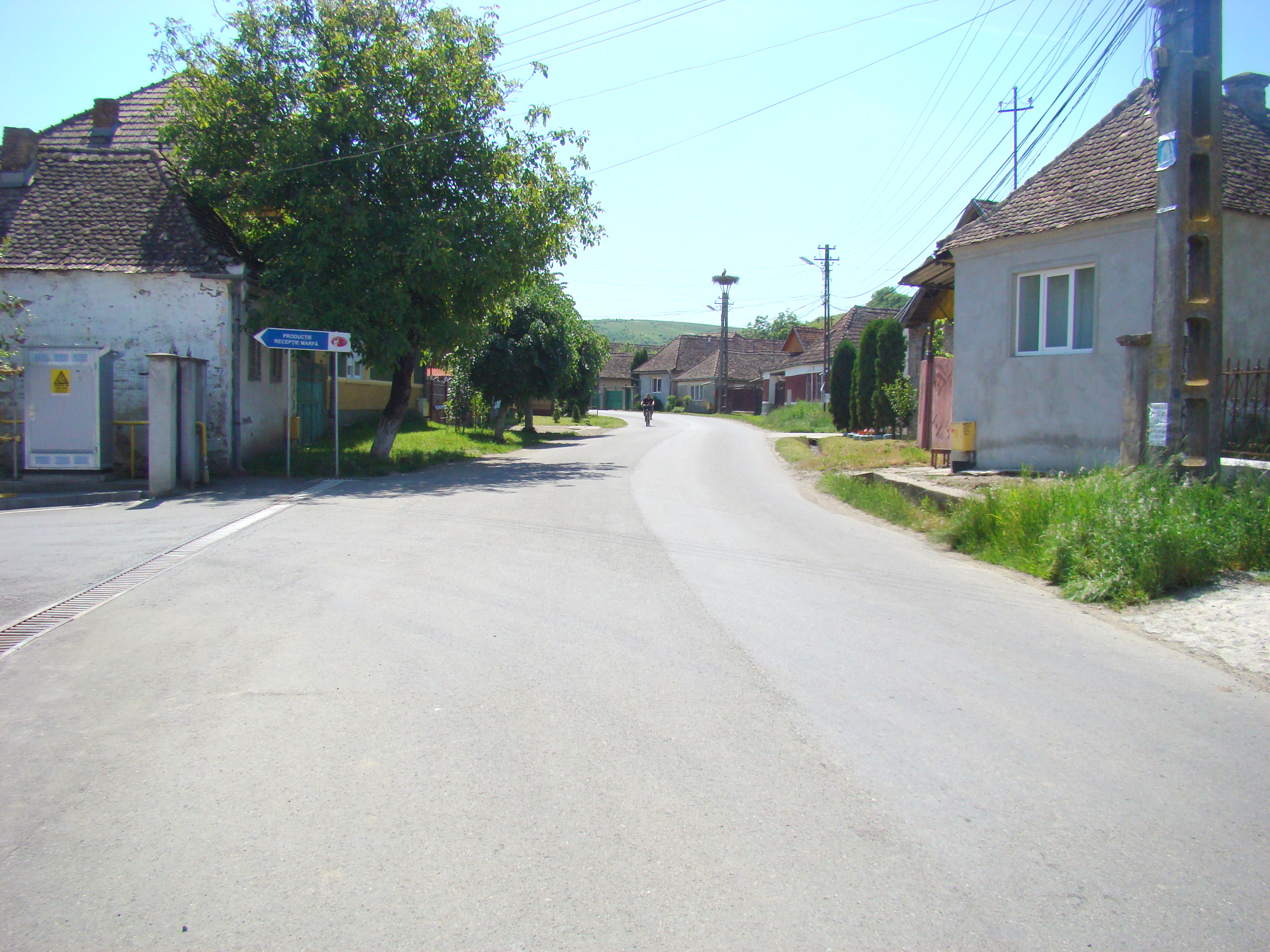